# Serge Lemoine
Pour l’article ayant un titre homophone, voir Serge Lemoyne.
Pour les articles homonymes, voir Lemoine.
Serge Lemoine est un historien de l'art français né à Laon le 8 mars 1943.

## Biographie
Après des études secondaires aux lycées de Tourcoing, Arras et Dijon, Serge Lemoine obtient une licence en histoire et géographie à l'université de Dijon et un doctorat d'État en histoire de l'art sur travaux. Spécialiste de l'art abstrait, et particulièrement de l'abstraction géométrique, il est successivement assistant (1969-1978), maître assistant (1978-1984), maître de conférences (1984-1986) à la faculté des sciences humaines de Dijon et  professeur à l'École du Louvre (1981-1988) - où il crée la chaire d'Art du XXe siècle - et chargé de cours à l'Université Paris IV - Sorbonne (1983-1986). Il est parallèlement délégué à la création artistique pour la région de Bourgogne (1969-1981).
Nommé conservateur en chef au tour extérieur en 1986, proche d'Alain Carignon, il dirige le Musée de Grenoble, fonction qu'il occupe jusqu'en 2001. Professeur à l'université Paris IV-Sorbonne en 1999, il est appelé à assurer parallèlement la présidence du Musée d'Orsay (2001-2008,,). Il revendique une liberté de développement pour le musée et se montre extrêmement critique envers la Réunion des musées nationaux, disant notamment : « La RMN est un reste du système ancien. [Elle] n’a plus de raison d’être. Et il serait absurde aujourd’hui de lui rattacher les musées qui sont toujours des « services à compétence nationale » : il ne s’agit pas du tout de la même logique. Quant à ses activités commerciales, avec ses librairies et ses boutiques, la RMN est aujourd’hui uniquement préoccupée de réaliser des bénéfices financiers, oubliant quels devraient être ses objectifs en termes de formation et d’éducation ».
Cependant, les relations entre Serge Lemoine et la Rmn-Grand Palais se sont depuis bien apaisées  comme le prouve leur collaboration autour de l'exposition "Dynamo" qui se tiendra au Grand Palais à Paris au printemps 2013 et dont il assure le commissariat,.
Atteint par la limite d'âge en mars 2008, il devient conseiller de la maison de ventes Artcurial.
Il a été promu commandeur de l'ordre des Arts et des Lettres en 2005 et officier de la Légion d'honneur en 2008.

## Publications
- Art concret suisse: Mémoire et progrès, avec: Xavier Douroux et Franck Gautherot, Le coin du miroir, Dijon, 1982
- Gottfried Honegger - Tableaux-Reliefs / Skulpturen 1970-1983., Waser 1983, Buchs & Zürich,  (ISBN 9783908080046).
- Dada", Weber, Genève, 1988,  (ISBN 9783295003369).
- Mondrian und De Stijl, Weber, Genève, 1988,  (ISBN 9783295003444)
- Art constructif, Centre Georges Pompidou-Ircam, 1995
- François Morellet, Flammarion, 1996
- Pierrette Bloch, avec Lucile Encrevé, Réunion des Musées Nationaux, 1999
- Collection du musée de Grenoble, avec Jean-Pierre Changeux, Réunion des Musées Nationaux, 1999
- Bissière, avec W.Lewino et J.-F. Jaeger, Ides et Calendes, Neuchâtel, 2000
- Art concret, Réunion des Musées Nationaux, 2000
- L'Art dans le paysage du tramway d'Orléans, Réunion des Musées Nationaux, 2002
- De Puvis de Chavannes à Matisse et Picasso, Flammarion, 2002
- Dada, Hazan, 2005 Paris,  (ISBN 9782754100229)
- Vienne 1900. Klimt Schiele Moser Kokoschka, avec: Marie-Amélie zu Salm-Salm, RMN, 2005,  (ISBN 9782711850563)
- Art moderne et contemporain (dir.), Larousse, 2006
- Jules Bastien-Lepage, Nicolas Chaudun, 2007
- Auguste Herbin et son cercle", Galerie Lahumière, Paris 2008
- Le mystère et l'éclat. Pastels du musée d'Orsay, Réunion des Musées nationaux, 2008
- Mondrian et De Stijl, Hazan, 2010
- François Morellet, Flammarion, 2011
- Jean-Pierre Pincemin, Gourcuff Gradenigo, 2011
- Alexandre Rodtchenko, Centre National De La Photographie, 2011
- Imi Knoebel à Notre-Dame de Reims, avec Laurent Innocenzi et Jonathan Truillet, Ereme, 2012
- Caillebotte à Yerres, au temps de l'impressionnisme, avec Dominique Lobstein, Flammarion, 2014

## Décorations
- Officier de la Légion d'honneur
- Commandeur de l'ordre des Arts et des Lettres (2005)[12]